# George P. Wetmore
George Peabody Wetmore, född 2 augusti 1846 i London, England, död 11 september 1921 i Boston, Massachusetts, var en amerikansk republikansk politiker. Han var guvernör i delstaten Rhode Island 1885-1887. Han representerade Rhode Island i USA:s senat 1895-1907 och 1908-1913.
Wetmore utexaminerades 1867 från Yale College. Han avlade 1869 juristexamen vid Columbia Law School. Han var elektor i 1880 och 1884 års presidentval i USA. Han efterträdde 1885 Augustus O. Bourn som guvernör. Han efterträddes 1887 av John W. Davis.
Wetmore efterträdde 1895 Nathan F. Dixon som senator för Rhode Island. Han satt för två mandatperioder i senaten men sedan kunde inte delstatens lagstiftande församling välja en efterträdare för mandatperioden som började år 1907. Till sist valdes Wetmore till sin egen efterträdare i januari 1908. Han efterträddes 1913 av LeBaron B. Colt.
Wetmores grav finns på Island Cemetery i Newport, Rhode Island.